# De Leest (restaurant)
De Leest was een restaurant in Vaassen van Kim Veldman en chef-kok Jacob Jan Boerma. Op 25 november 2013 werd bekendgemaakt dat het restaurant in de Michelingids voor 2014 een derde Michelinster werd toegekend.

## Locatie
De eetgelegenheid was gelegen in het centrum van de Gelderse plaats Vaassen. Het pand is gebouwd in 1934 en was voor het een horecabestemming kreeg onder andere een schoenmakerij.

## Geschiedenis

### Michelinsterren
Het restaurant opende in zomer 2002 haar deuren. Vijf maanden na de opening behaalde De Leest een eerste Michelinster. In 2007 ontving de eetgelegenheid de tweede ster. Tijdens de bekendmaking van de gids van 2014 werd bekendgemaakt dat De Leest een derde ster zou krijgen. Het restaurant van Kim Veldman en Jacob Jan Boerma was op dat moment het vierde restaurant in de Nederlandse geschiedenis met drie Michelinsterren. De volgende restaurants gingen, in chronologische volgorde, voor: Parkheuvel, De Librije en Oud Sluis.

### Kookstijl
Boerma streefde naar in zijn ogen fraai opgemaakte gerechten volgens de Franse keukentraditie die bereid werden met lokale biologisch geteelde ingrediënten. Er werd gewerkt met regionale producten. De wijnkaart was biologisch. Boerma werd door de Gault Millau in 2009 verkozen tot Chef van het Jaar.

### Sluiting
Op 7 oktober 2019 maakte chef-kok Jacob Jan Boerma bekend nog voor het eind van 2019 de deuren van zijn restaurant na 17,5 jaar te sluiten. De reden die hij daarvoor gaf is dat hij meer tijd wil om zich ook op andere projecten te kunnen richten. Door corona lukte het eigenaar Jacob Jan Boerma niet direct om het pand te verkopen. In juli 2021 werd bekend dat het pand is verkocht aan ondernemer Jan Leune, samen met zijn dochter opende hij een Italiaans restaurant op de locatie genaamd AROMA.